# Paul Frantz (Fußballspieler)
Paul Frantz (* 10. März 1927 in Wittisheim; † 30. September 2016 in Straßburg) war ein französischer Fußballspieler, -trainer und -funktionär sowie Sportpädagoge.

## Leben

### Sportliche Karriere
Frantz arbeitete zunächst hauptberuflich als Sportlehrer am Centres régionaux d’education physique et sportive (CREPS) in Straßburg. Er spielte zwar auch Fußball für mehrere Vereine im Elsass, war aber nie Profi. Dies hinderte ihn allerdings nicht daran, die für die Arbeit mit Profi-Teams notwendige Trainerausbildung zu absolvieren. Er beendete sie 1958 als Jahrgangsbester und war der erste Kandidat ohne eigenen professionellen Hintergrund, dem dies gelang.
Erste Erfahrungen sammelte er zwischen 1953 und 1961 als Spielertrainer in seiner Heimatstadt beim FC Wittisheim. Über eine Station beim AS Mutzig kam er zum Erstligisten Racing Straßburg, wo er zwischen Juli 1964 und Juni 1966 als Trainer engagiert war und seine erfolgreichste Zeit erlebte. Unter seiner Ägide erreichte das Team in der Meisterschaft den fünften sowie den achten Platz. Zudem zog es in das Viertelfinale des Messestädte-Pokals 1964/65 ein und setzte sich dabei unter anderem gegen den FC Barcelona und den AC Mailand durch. Im Mai 1966 besiegte man im Pariser Parc des Princes im Finale des Coupe de France den FC Nantes mit 1:0 und krönte sich so zum Pokalsieger.
Am 2. November 1966 wurde Frantz als Nachfolger von Werner Roth Trainer des Karlsruher SC in der deutschen Bundesliga. Das erste Spiel unter seiner Verantwortung war drei Tage später die 0:3-Auswärtsniederlage gegen den TSV 1860 München am zwölften Spieltag. Er vermochte jedoch, die Leistungen der Mannschaft zu stabilisieren, und der Karlsruher SC beendete die Saison 1966/67 auf dem 13. Tabellenplatz. Im DFB-Pokal schied man im Februar 1967 im Achtelfinale gegen den Zweitligisten Alemannia Aachen aus. Nach sieben Niederlagen und nur drei Siegen in den ersten zehn Partien der darauffolgenden Bundesliga-Saison 1967/68 – der Verein war Vorletzter der Tabelle – entließen die Verantwortlichen Frantz allerdings bereits am 24. Oktober 1967. Insgesamt betreute Paul Frantz die Mannschaft des Karlsruher SC in 33 Ligaspielen; dabei stehen 13 Siege, fünf Unentschieden und 15 Niederlagen zu Buche.
Er kehrte zu Racing Straßburg zurück und blieb dem Verein – abgesehen von einer kurzen Trainertätigkeit beim FC Mulhouse – bis zum Sommer 1976 in verschiedenen Positionen verbunden: Von März 1968 bis Oktober 1970, von April bis Juni 1971 und von Januar bis Juni 1976 amtierte er jeweils als Trainer. Darüber hinaus war er zwischen Juni 1971 und Juni 1972 als Sportdirektor sowie von November 1975 bis Januar 1976 als sportlicher Koordinator tätig.

### Einfluss
1968 lehnte Frantz das Angebot, Trainer der französischen Fußballnationalmannschaft zu werden, ab. Er hatte dennoch einen nachhaltigen Einfluss auf zahlreiche jüngere Fußballtrainer in Frankreich. In den 1970er Jahren baute er innerhalb der Fédération Française de Football eine Fortbildungsgruppe für angehende Profi-Trainer auf. Dort gehörten unter anderem Aimé Jacquet, Roger Lemerre und Guy Roux zu seinen Schülern. Während seiner kurzen Station als Trainer des FC Mulhouse 1974/75 hatte er sich zudem mit seinem damaligen Spieler Arsène Wenger angefreundet. Beide pendelten oft gemeinsam aus Straßburg nach Mülhausen. Zusammen mit Raymond Hild empfahl er Wenger 1981 als Trainer der Reservemannschaft von Racing Straßburg und ermöglichte ihm so den Start in dessen erfolgreiche Karriere.
Paul Frantz gilt darüber hinaus als einer der Begründer des wissenschaftlichen Trainingsansatzes in Frankreich. Er war einer der Ersten seines Faches, die Konditions- und Fitnesstraining eine hohe Bedeutung beimaßen und auch einen Schwerpunkt auf Krafttraining legten. Außerdem betonte er die Relevanz von gesunder, ausgewogener Ernährung und isometrischen Trainings.
Im Jahr 2001 wurde Frantz von der Organisation Amicale des Éducateurs de Football in Anerkennung seiner Leistungen als Sportpädagoge und Trainer mit der Trophée Georges Boulogne ausgezeichnet.

## Erfolge
- Coupe de France: 1965/66 (mit Racing Straßburg)
- Division d’Honneur (Elsass): 1959/60 (mit dem FC Wittisheim)